# Rose (couleur)
Pour les articles homonymes, voir Rose.

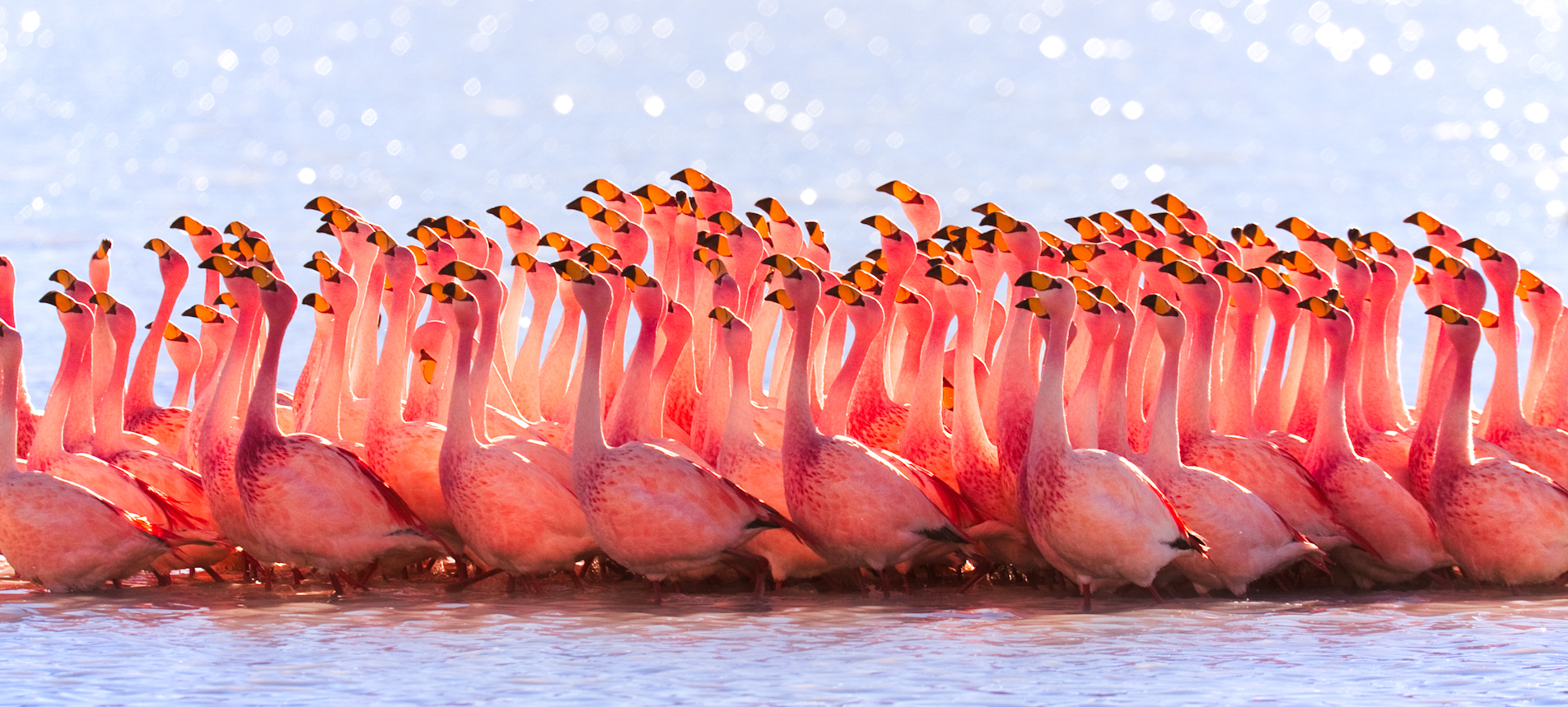
Troupe de flamants roses (Flamant de James).

Le rose est un champ chromatique regroupant des rouges lavés de blanc. Les couleurs des boissons lait-fraise ou lait-grenadine, constituées par une dose de sirop de fraise ou de grenadine dans un verre de lait, correspondent à cette acception française populaire du rose.
À ces couleurs s'ajoutent, particulièrement dans les domaines de l'informatique et de la mode, selon une acception récente inspirée d'une traduction de l'anglais pink, des couleurs vives obtenues par des colorants synthétiques à partir de la fin du XIXe siècle, dans l'espace du cercle chromatique situé entre le rouge-pourpre et le violet.
Les usages, les valeurs et la symbolique du rose procèdent de domaines variés qui touchent à l'identité, au rapport aux autres comme à sa propre existence. Couleur ambiguë, « bâtard du rouge triomphant » selon Jean Ray, couleur fragile et éphémère, placée dès Homère dans la subjectivité et la poésie (Mollard-Desfour 2002).

## Langage

### Origine
La couleur rose est nommée d'après la variété la plus commune de la fleur du rosier.
La couleur rose s'ajoute tardivement aux couleurs de base du langage. Avant, on ne le considérait que comme une nuance de rouge, tout comme le vert clair est une nuance de vert.
Rose n'est pleinement utilisé comme nom de couleur qu'au XIXe siècle. Auparavant, cependant, la « couleur de rose » désigne les mêmes teintes dès le Roman de la Rose au XIIIe siècle, bien que les roses fleurissent dans toutes les nuances du blanc au rouge et au jaune, et que les roses les plus fameuses soient la blanche et la vermeille. La « couleur de rose », différente du pourpre, se trouve à propos des variétés de jaspe au XVIe siècle. La poésie de la Renaissance fait de « l'aurore, cette rose qui colore les beaux lis de ce beau teint » un lieu commun.
Il n'y a pas de mot courant, ni en grec ni en latin, pour désigner la couleur rose : il est ainsi absent des listes de couleurs et de la littérature jusqu'au Moyen Âge. En grec, l'adjectif rhodados est rarement utilisé et qualifie ce qui est semblable ou qui concerne la rose et le rosier, les roses antiques étant blanches, rouges, quelques fois jaunes. De même, en latin, l'adjectif roseus, même s'il est construit sur le nom de la fleur, qualifie la couleur rouge ou vermeil ; chez le poètes latins comme Ovide, Martial ou Tibulle, il décrit une belle peau féminine.
L'adjectif de couleur rose apparaît vers 1160 ; il s'emploie comme nom vers 1310. Le sens figuré se développe tardivement et est enregistré par l’Académie en 1835, notamment dans la locution ce n’est pas (tout) rose (1809).
Entre 1340 et 1360, les marchands italiens importent les premières teintures roses venant d'Asie : le bois de braise, ou brasileum. Mais l'arabe et le persan n'ont pas non de plus de nom pour cette couleur. C'est le terme toscan et vénitien incarnato, qualifiant la carnation du visage, qui vient qualifier tous les tons roses, et donner en français au début des années 1400 le mot « incarnat ».
Cependant, l'incarnat est un ton plus proche du rouge que du rose et ne permet pas de décrire les roses très clairs. Or, cette couleur devient à la mode au début du XVIIIe siècle, par le Rococo. L'apogée des vêtements roses se situe entre 1750 et 1780 dans les classes les plus favorisées. C'est dans cette période que l'adjectif rose remplace l'incarnat dans la langue française.
Vers le milieu du XVIIIe siècle, on note l'emploi de rose comme couleur : « une robe rose », « un habit rose ». Dès 1837, l'érudit Portal traite le rose comme une couleur à part entière et lui consacre un chapitre de Des couleurs symboliques ; il y traite toutefois surtout de la rosée et de la fleur du rosier.
Sous l'influence de l'anglais pink, qui désigne à l'origine un procédé de teinture, et englobe des couleurs vives du domaine des pourpres, le domaine du champ chromatique des roses s'est étendu au XXe siècle à ces couleurs.

### Grammaire
En français, les adjectifs de couleur issus de noms d'objets sont invariables (des robes marron, et non pas marronnes) ; "rose" est une des exceptions à cette règle et prend donc un s au pluriel : des robes roses.

### Adjectifs
- Rose, rosé, rosâtre peuvent modifier les couleurs voisines.
- Rose vif indique une coloration rouge plus marquée et rose pâle une teinte plus blanchâtre.
- Vieux rose ou rose ancien désignent généralement des roses un peu grisâtres.
- Il n'y a pas en français de rose sombre, foncé ou profond ; ces qualificatifs impliquent une faible clarté, et profond une couleur saturée.

## Colorimétrie et perception des couleurs

### Le rose au sens strict
La norme AFNOR X 08-010 Classification méthodique des couleurs (annulée le 30 août 2014) définissait le rose comme une couleur désaturée de clarté moyenne dont la longueur d'onde dominante se situe entre 588 nm (orangé) à −499 nm (rouge-pourpre), ou −508 nm (pourpre-rouge) si elle est plus lavée de blanc. Le terme rose peut être précisé par des adjectifs comme pâle ou intense, et servir pour modifier une couleur proche comme beige, selon les caractéristiques de teinte, de luminosité et de saturation, de la teinte décrite, dans des conditions définies par la méthode.
Les limites du champ des roses sont difficiles à résumer. Du côté à tendance orangée, les incarnats incluent des rouge-orangés très désaturés ; du côté à tendance pourpre, il faut beaucoup plus de blanc avant que la couleur soit considérée rose que pour les rouges typiques. La limite avec les beiges est incertaine, et la classification méthodique indique un espace de rose-beige. Les roses ont une clarté moyenne à élevée, quand elle diminue, les couleurs passent pour des marrons ou des bordeaux clairs.
Le rose est le seul cas où la couleur lavée de blanc ne porte pas le même nom que sa teinte dominante ; on ne dit pas « rouge pâle », mais rose.
Selon Michel-Eugène Chevreul, étudiant au XIXe siècle les couleurs de l’Instruction générale sur la teinture des laines de 1671 le couleur de rose, le fond rose sont des rouges carmin lavés de blanc (violet-rouge à rouge), bien qu'il existe aussi un incarnat rose, rouge-orangé lavé de blanc ; parmi les « Noms de couleur le plus fréquemment usités dans la conversation et dans les livres », le chair-rose est 2 rouge 4/10 2 ton, c'est-à-dire tirant légèrement sur l'orangé ; mais les tissus roses vendus dans le commerce sont 1 violet-rouge 3et 5 ton, c'est-à-dire à la fois légèrement plus sombres et plus violets.
Cinquante ans plus tard, en 1905, le Répertoire de couleurs de la Société des chrysanthémistes donne toute une liste de noms de couleurs correspondant à des nuances rose avec les équivalents étrangers : Blanc rosé (« rosy white »), de Rose églantine (« rosy pink »), Rose Neyron, Rose Nilsson, synonyme du Rose vif des cotons de Dollfus, Mieg & C.ie (« deep rose pink »), Rose Bégonia (« deep cerise »), Rose de Carthame, dénomination commerciale de Bourgeois (« bright rosy scarlet »), Rose saumoné (« salmon pink »), Rose vif, dégradation du rouge géranium de Lorilleux (« bright rose, light rose »), Rose Caroline, Rose Hermosa (« pale lilac rose »), Rose France synonyme du rose Bengale étudié par Chevreul (« pale reddish lilac »), Rose Hortensia, Rose doré, Rose tendre, Rose de Nymphe, Rose carné, Vieux-Rose, avec six variantes, Rose brûlé (« dark old rose »), Rose pourpré synonyme de rose fuchsine (« Purple rose, crimson pink »), Rose vineux (« deep lilac rose »), Rose lilacé (« lilac rose »), Rose malvacé (« mauve rose »), Rose violacé (« violet rose ») synonyme de amarante clair ou rose amarante (« violet rose »), dans des nuances variées en dominante, mais toutes pâles ; le Répertoire indique aussi que la Laque rose extra de Bourgeois correspond au Carmin de cochenille, et que le Rose atlas de Lefranc correspond à la couleur de la Laque de garance ou au Rose de Carthame ou au Rose Caroline, que la fuchsine se vend aussi comme « Rose fuchsine, rouge fuchsine, rose d'aniline ».

### Rose de la mode
Dans le domaine de la mode, on appelle rose des couleurs beaucoup plus vives, qui selon la norme déjà citée, sont des pourpres. On traduit par commodité l'anglais « pink » par rose, mais ces termes n'ont ni la même histoire, ni la même étendue chromatique à l'origine. Pink est au XVIIe siècle un terme de teinturerie, désignant un pigment fabriqué en associant un colorant organique, tiré en général d'une plante, avec un mordant ou un fixateur non organique. Cette définition correspond au français pigment laqué. Ces pigments-laques sont souvent des rouges transparents, à base de garance ou de cochenille. Ce procédé servait aussi à faire des teintes jaunâtres, il y avait des pinks verts. On appelait « rosepink » la variété rose-jaune, faite avec du bois-Brésil, et les autres variétés étant tombée en désuétude, le pink se réfère uniquement à cette couleur. Les teinturiers cherchant à obtenir les teintes les plus vives possibles, l'invention des couleurs d'aniline au XIXe siècle permit d'étendre le domaine du pink à des teintes d'une vivacité jamais vue. Ces couleurs sont souvent des violets-rouges. Dans le Colour Index, qui n'a pas de catégorie rose, les noms commerciaux pink et rose se trouvent soit avec les rouges, soit avec les violets.
Parmi ces couleurs, l'appellation « Tyrian rose » (rose tyrien), un des noms commerciaux historiques du violet de rhodamine B, PV1 du Colour Index, fait allusion à la pourpre tyrienne (RC1, p. 155) ; d'autres se sont vendues sous des noms de fantaisie purement commémoratifs, comme le PR4 magenta, dit aussi par métonymie fuchsia (classé rouge dans le Colour index). Aucun des champs chromatiques, ni de l'anglais, ni du français, ne convenait pour ces couleurs nouvelles. Les Anglais les ont aisément agglomérés aux « pink », d'autant plus que le « rose, rosy » reste disponible pour les couleurs pâles.
La mode et l'informatique semblent avoir assez largement adopté le terme rose pour des couleurs vives entre le rouge et le violet.

### Couleurs du web
Le mot-clé MistyRose (rose brumeuse) appelle, dans les applications HTML, le code informatique de couleur #FFE4E1. Cette couleur est un rose selon les critères de l'AFNOR X08-010.
Pink traduit approximativement rose en anglais, avec, comme pour les pourpres et violets une différence d'étendue du champ. Les pink peuvent être des couleurs du champ des pourpre-rouges défini par AFNOR X08-010. L'anglais accepte aussi des pink vifs, alors qu'en français, les roses sont des teintes de l'orangé au rouge-pourpre, de clarté moyenne, et lavées de blanc.
| mot-clé   | code    | couleur | traduction   |
| --------- | ------- | ------- | ------------ |
| Pink      | #FFC0CB |         | rose         |
| LightPink | #FFB6C1 |         | rose clair   |
| DeepPink  | #FF1493 |         | rose profond |
| HotPink   | #FF69B4 |         | rose chaud   |

## Symbolique

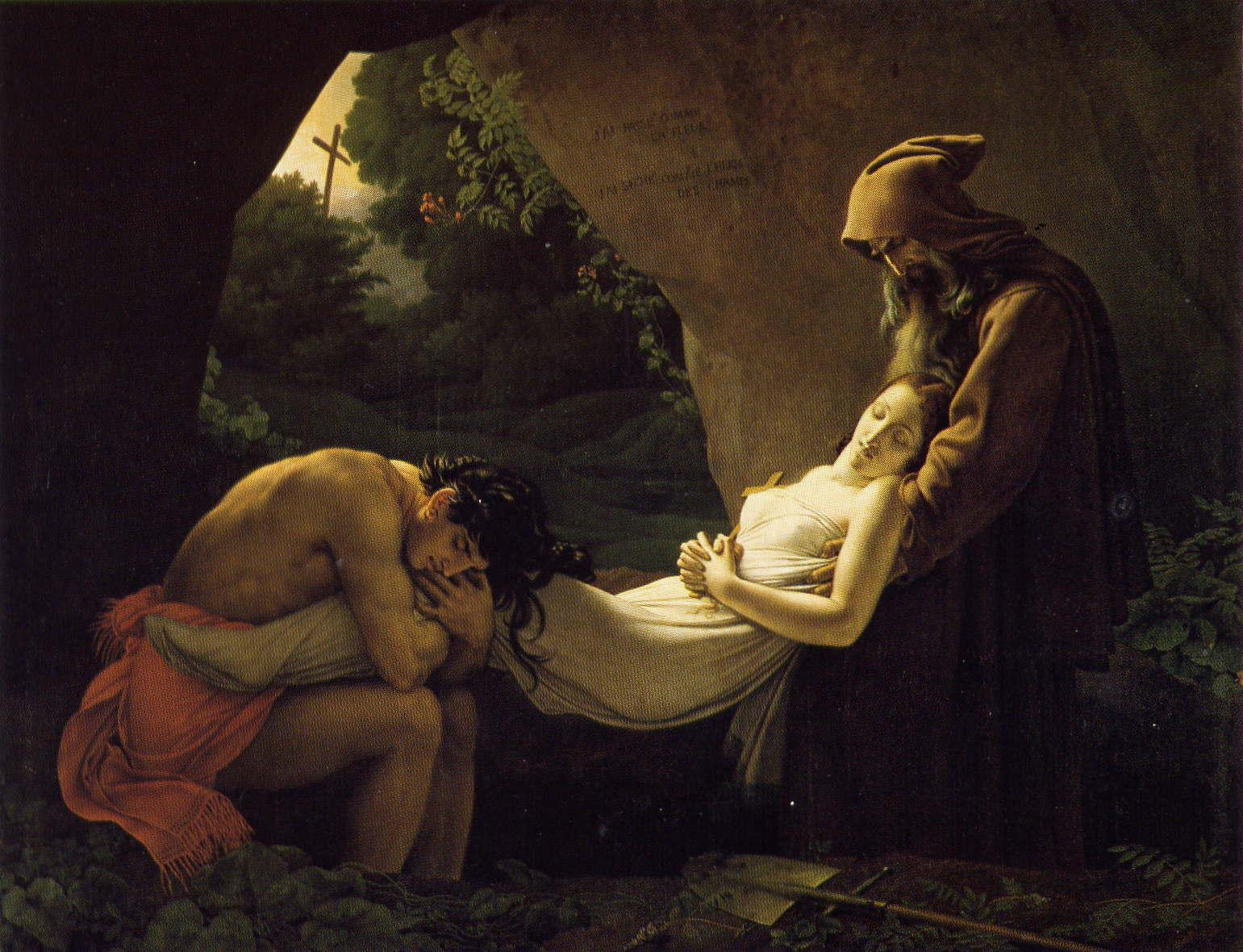
Girodet-Trioson : Les Funérailles d'Atala (1808).

Cette couleur « n'a pas eu d'existence bien définie pendant longtemps. On disait autrefois « incarnat », c'est-à-dire couleur de chair, de carnation. Porté par le romantisme, le rose a acquis sa symbolique au XVIIIe siècle : celle de la tendresse, de la féminité (c'est un rouge atténué, dépouillé de son caractère guerrier), de la douceur (on dit encore « voir la vie en rose »). Avec son versant négatif : la mièvrerie (l'expression « à l'eau de rose» date du XIXe siècle). Un moment, on l'a plaqué sur l'homosexualité avec une intention péjorative ».

### Le rose et le nu
Parce que la peau des Européens, quand ils ne sont pas trop exposés au soleil, est de couleur rose pâle, tirant plus ou moins sur l'orangé, le rose s'associe facilement à la nudité. Au XIXe siècle, la nudité en scène n'était pas envisageable, mais elle était fréquemment feinte ; dans le genre noble, à l'Opéra, avec des collants roses dits couleur chair, et au cirque ou dans les exhibitions d'Hercules et de lutteurs dans les foires, comme dans le genre plus risqué des tableaux vivants, avec des « maillots roses » moulant le corps entier. Ces maillots dits roses sont plus exactement couleur chair, mais on préférait ne pas souligner ce rapport trop étroit entre ce qu'on montrait et ce qu'on prétendait cacher.
Quoique la vue des corps plus ou moins dénudés ne choque plus guère, l'association du rose avec la nudité persiste, sinon explicitement, du moins dans l'inconscient.
Si jusqu'au XIXe siècle, le rouge était la couleur de la robe de la prostituée ou de la lanterne des maisons closes, le rose a basculé, au cours du XXe siècle, de la candeur à la perversité. Le scandale des ballets roses de 1959 relie l'enfance à la prostitution. Tout ce qui a trait au plaisir sexuel, à l'érotisme : carré rose pour les films pornographiques, téléphone rose, messagerie rose, sex-shops… peut, dans le dernier quart du siècle, prendre le rose comme emblème (Mollard-Desfour 2002).

### Le rose féminin
La couleur rose est devenue la couleur associée aux bébés de sexe féminin, et le bleu pâle ceux de sexe masculin, vers les années 1930. Le trousseau de naissance n'est cependant pas sexué pendant des siècles : jusqu'au Moyen Âge central, la layette des bébés est la même pour les deux sexes (habit bariolé, généralement une reprise de vêtements pour adultes retaillés à leur morphologie). Les premiers trousseaux spécifiques pour les bébés apparaissent au XIIe siècle : le bleu, couleur divine de la Vierge Marie, est associé aux filles tandis que le rose, couleur considérée comme un rouge pâle viril, est l'apanage des garçons. Seuls les matières (batiste de coton, piqué…) et les détails (croquets, broderies, volants, dentelles…) changent en fonction des classes sociales des familles. Dès qu'il n'est plus emmailloté et qu'il peut se tenir assis, vers sept ou huit mois, on enlève le maillot à l'enfant pour lui faire revêtir une robe blanche, vêtement unisexe chez les enfants jusqu'au XIXe siècle. C'est dans les familles aisées, où on a les moyens d'habiller le bébé de neuf, que le blanc, symbole de l'innocence, devient peu à peu la couleur préférentielle des layettes au XIXe siècle. Cette préférence coïncide avec le triomphe de l'hygiénisme ; on fait bouillir les vêtements souillés. Le blanc rendu plus éclatant par l'usage des azurants prouve la propreté de l'enfant. La chimie ne produit des roses « grand teint » résistant à ce traitement que dans la dernière décennie du XIXe siècle et des bleus seulement dans les années 1920.

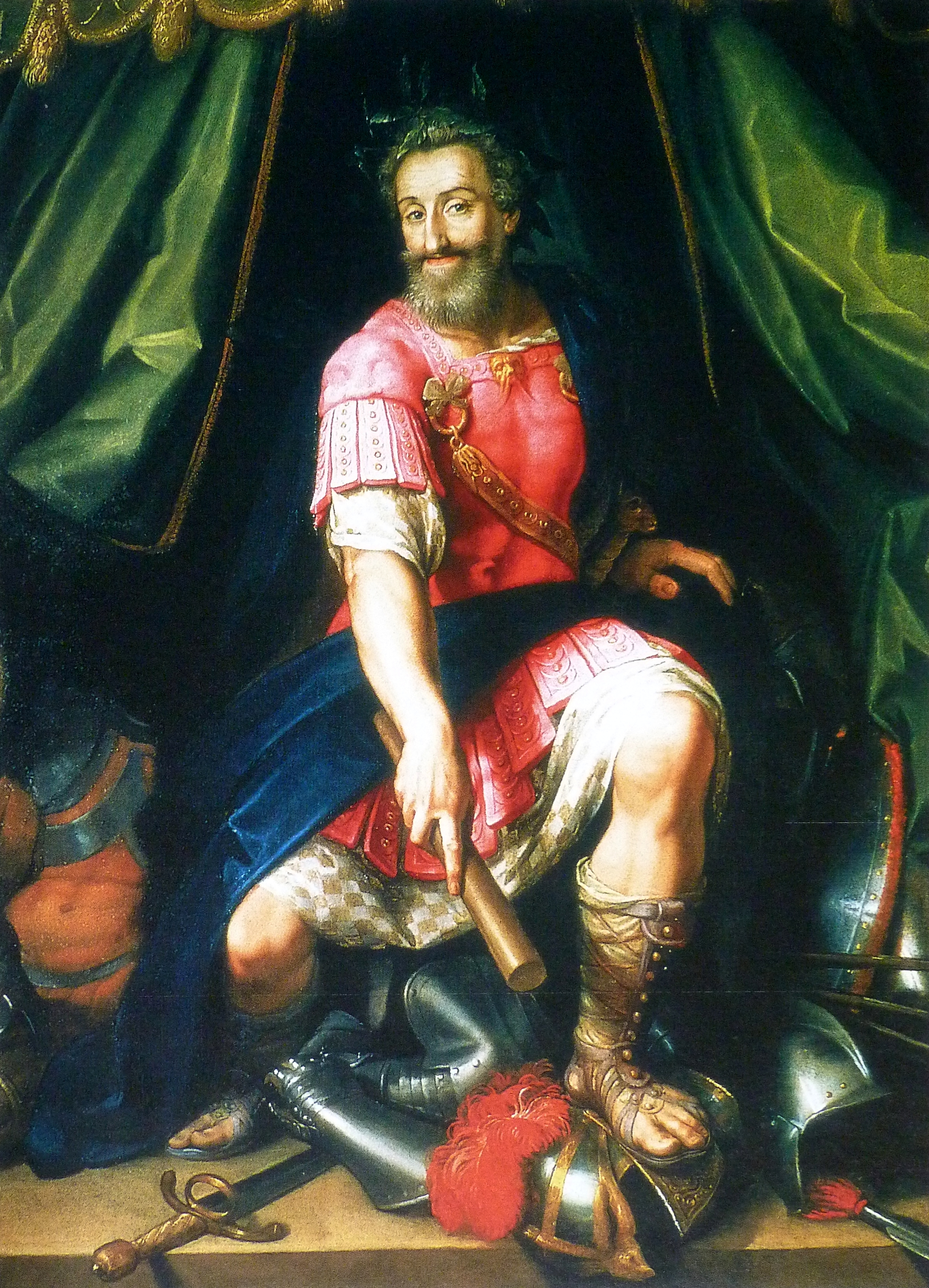
Henri IV (roi de France) en Mars, par Jacob Bunel

Dans les années 1930, le maillot tricoté cède du terrain, remplacé de plus en plus par les « barboteuses » bleues et roses selon les sexes. Certaines générations se rebellent contre ces normes. Ainsi la deuxième vague féministe favorise le retour aux vêtements unisexes mais le développement des échographies qui permettent de connaître le sexe du bébé contribue à faire à nouveau réapparaître le trousseau sexué. Ce phénomène atteint également les jouets où la dichotomie colorée s'est réellement accentuée dans les années 1990.
L’origine de l'association rose-féminin est floue mais bien ancrée en Occident. Dans son Traité des couleurs de 1810 Goethe affirme que « le sexe féminin dans sa jeunesse est attaché au rose et au vert d'eau, et vieillissant au violet et au vert sombre ». La chercheuse Jo B. Paoletti s’est intéressée aux vêtements des enfants aux États-Unis, et en particulier à l’émergence d’une codification genrée des couleurs. Les bébés étaient avant les années 1930 considérés comme neutres et distinguer entre garçons et filles n’avait pas de sens, aussi les habillait-on indifféremment avec des robes blanches qu'on pouvait faire bouillir pour les nettoyer. Les vêtements pour enfants ont commencé à se différencier selon le sexe significativement entre 1890 et 1910, c'est-à-dire « masculiniser » les garçons plutôt que féminiser les filles. La différence est d'abord minime ; elle concerne les chapeaux différenciés, ou les motifs sur les vêtements mais les deux sexes continuaient de porter les mêmes robes. Entre 1920 et 1940 la distinction entre les vêtements féminins et masculins devient claire. Les enfants sont désormais clairement identifiés comme garçons ou filles, sans que le rose ne soit considéré comme une couleur féminine. Le code de couleur de genre bleu-rose est connu depuis 1860, mais ne s’impose qu’en 1950 dans la plus grande partie des États-Unis, sûrement parce que les vêtements des enfants étaient fabriqués à domicile, et que donc les tissus variaient énormément en fonction des tissus disponible dans les foyers.
Aujourd’hui le rose passe certainement pour une couleur de fille, Michel Pastoureau soupçonne la poupée Barbie de ne pas être pour rien dans l’histoire. Le rayon des filles d'un magasin de jouets est entièrement rose. Les jouets pour filles, poupées, accessoires domestiques permettant d’imiter maman, princesses Disney sont roses, etc. Les jouets initialement neutres comme les vélos sont déclinés en deux couleurs, obligeant les parents d’enfants de sexe différent à acheter en double là où auparavant on pouvait se prêter les jouets entre frère et sœurs. La différenciation chromatique se fait également pour des produits du quotidien, déclinés en rose pour les filles, s’accompagnant en général d’un design particulier, « féminin », mais aussi d’une augmentation de prix (la taxe rose), rajoutant un motif commercial à la codification genrée radicale du rose.
Pourtant, la peinture montre, depuis des siècles, des hommes vêtus de rose. Vasari représente ainsi des Humanistes italiens (1554), Jacob Bunel, le roi Henri IV en Mars (1605-1606), Bronzino, Saint Sébastien (1533). L'enfant Jésus de la Madone et enfant Duccio (1280) est en rose, tandis que sa mère porte le manteau bleu caractéristique de la Vierge. Si on considère les peintures mondaines d’avant la Première Guerre mondiale, les garçons semblent plus particulièrement vêtus de rose que les filles.
Alors que certains auteurs envisagent un attrait des filles pour le rose qui remonterait à des temps préhistoriques où les femmes devaient partir à la cueillette de baies plutôt rouges, cette préférence ne semble pas universelle, ni partout liée au sexe. En Inde, le rose, couleur de Ganesh, est associé à la sagesse. Au Japon c'est la couleur non pas de la rose mais des sakura célébrés durant hanami (花見). Il symbolise alors l’éphémérité de la vie et est associée aux samouraïs.
Dans une étude allemande réalisée en 2000, 25 % des femmes de moins de 25 ans déclarent que le rose est la couleur qu’elles aiment le moins, et seules 3 % des femmes citent le rose comme couleur préférée. Il fait partie des couleurs les moins aimées, suivi uniquement du marron qui est en queue de peloton. Et cependant le rose continue d’être associé au genre féminin.

### Autres associations
- Signification positive : romantisme, séduction, bonheur, tendresse, jeunesse[46]
- Elle est couleur de séduction et de romantisme. Que ce soit du rose bonbon, du rose pâle, ou du fuchsia, le rose est une couleur dynamique ponctuée d'une pointe de délicatesse. On l'associe également à la tendresse et au bonheur, comme d'ailleurs le rappelle si bien l'expression « voir la vie en rose »[réf. souhaitée].
- Le rose symbolise l'ingénuité, la candeur, la pureté mais aussi la séduction et la fidélité[réf. souhaitée]. C'est un symbole de la douceur, du romantisme et de l'amour sans le sexe ni l’égoïsme[réf. souhaitée].
- Pour les hommes, le rose peut être une couleur de communication mais il devient facilement couleur de l'ambivalence, de l'entre-deux, du double. Cette couleur donne lieu à des interrogations sur l'identité, les apparences, le genre[réf. souhaitée].
- Au Moyen Âge, le rose était néanmoins le symbole de la virilité chez les hommes[47][source insuffisante].
- Dans le rite de la messe catholique romaine, le prêtre utilise la chasuble rose le 3e dimanche de l'avent et le 4e dimanche du carême, car ce sont des moments de joie. Le rose marque ainsi les pauses joyeuses dans les temps de jeûne et de pénitence[48].
- Le rose peut aussi avoir des connotations politiques : rose égalitaire et multiculturel de Tati, rose qui est un rouge dilué socialiste...

## Expressions
- « Voir la vie en rose » : être joyeux, optimiste face à l'avenir.
- Roman, film, histoire « à l'eau de rose » : mièvre, sentimental, sans originalité.
- « Tout n'est pas rose » : tout n'est pas gai
- Les ballets roses se réfèrent à la prostitution de très jeunes filles.

D'autres expressions se rapportent plutôt à la fleur (la rose du rosier) (Mollard-Desfour 2002).

## Êtres, objets, symboles

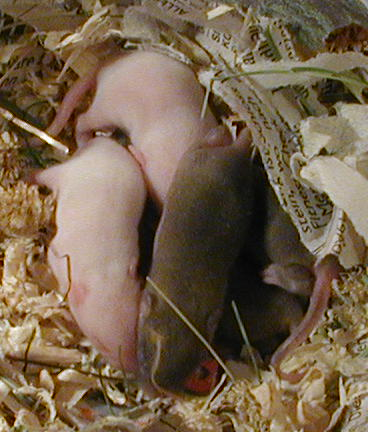
Souriceaux de 9 jours

- La plupart des bébés de petits mammifères et d'oiseaux naissent dépourvus de poils ou de plumes, de sorte qu'ils sont de couleur rose, par exemple les souriceaux, les bébés écureuils. Cette couleur rosée qui caractérise aussi la peau de certains êtres humains, est due à la circulation capillaire du sang atténuée par la peau qui est plus ou moins translucide.
- C'est la couleur de la viande du cochon (même si le cochon est noir) et de plusieurs produits de charcuterie : mortadelle, jambon cuit, saucisse…
- C'est également la couleur de la viande de veau (qui devient blanche ou gris pâle à la cuisson).
- C'est la couleur d'un fruit tropical, le pitaya (rose vif).
- Chanson : La Vie en rose (Édith Piaf, 1945)
- Roman : Oscar et la Dame rose (Éric Emmanuel-Schmitt, Albin Michel, 2002)
- Bibliothèque rose : collection de livres pour jeunes enfants, éditée par Hachette.
- Mais ne pas confondre cette dernière avec la « littérature rose » à orientation nettement érotique[réf. souhaitée].
- Sur le modèle de la vie en rose, modifié en rose c'est la vie, Marcel Duchamp invente, vers 1920, le personnage de Rrose Sélavy, plus tard repris par Robert Desnos dans de courts poèmes, puis par Gertrude Stein.
- La Panthère rose, personnage de dessin animé.
- La Panthère rose (film, 1963).
- Le rose était la couleur fétiche de l'écrivain Barbara Cartland (spécialisée dans le roman à l'eau de rose) : vêtements rose, maquillage rose, tissus d'ameublement et décoration de sa maison en rose, etc.
- Le Soldat rose : conte musical composé par Louis Chedid créé en 2006.
- Le triangle rose était le symbole utilisé pour marquer les homosexuels dans l'univers concentrationnaire nazi. Ce symbole de persécution a été repris par la communauté homosexuelle comme symbole identitaire de la « Fierté homosexuelle »
- Donna Mae Mims, « la dame rose des courses automobiles », pilote.
- Maillot rose du premier au classement général dans le Tour d'Italie cycliste.

## Les artistes et le rose
- L'artiste peintre français Jacques Vimard affirme la valeur du rose.
- Yves Klein a exposé des monochromes roses sous le titre Monopink.
- De nombreuses personnes dans le monde ont adopté un mode de vie monochromatique rose : l'excentrique Kitty Kay Sera, la collectionneuse de poupées Barbie Azusa Barbie, le chercheur Kévin Bideaux, etc.

### Galerie
Dans la nature

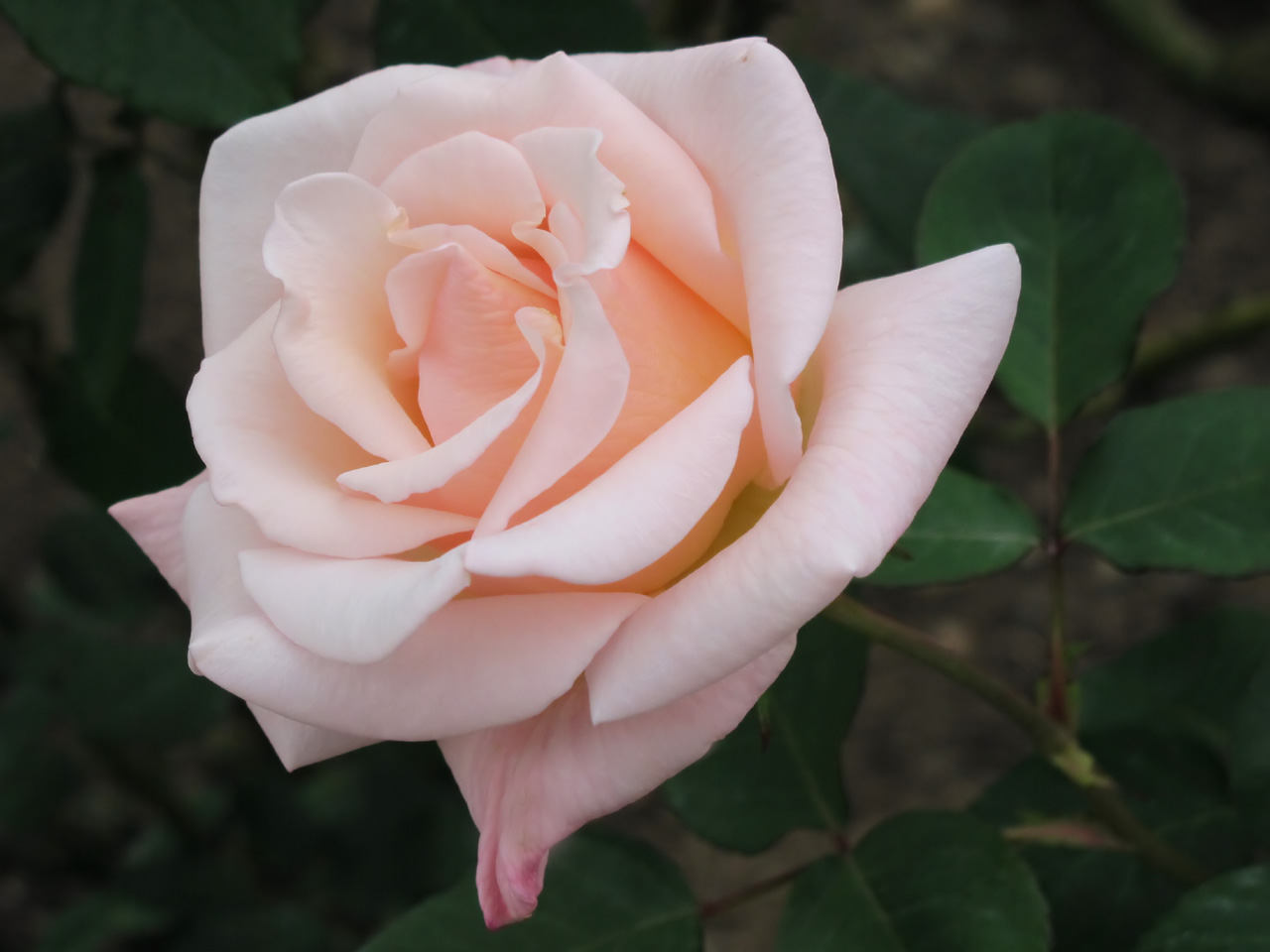
Rose rose
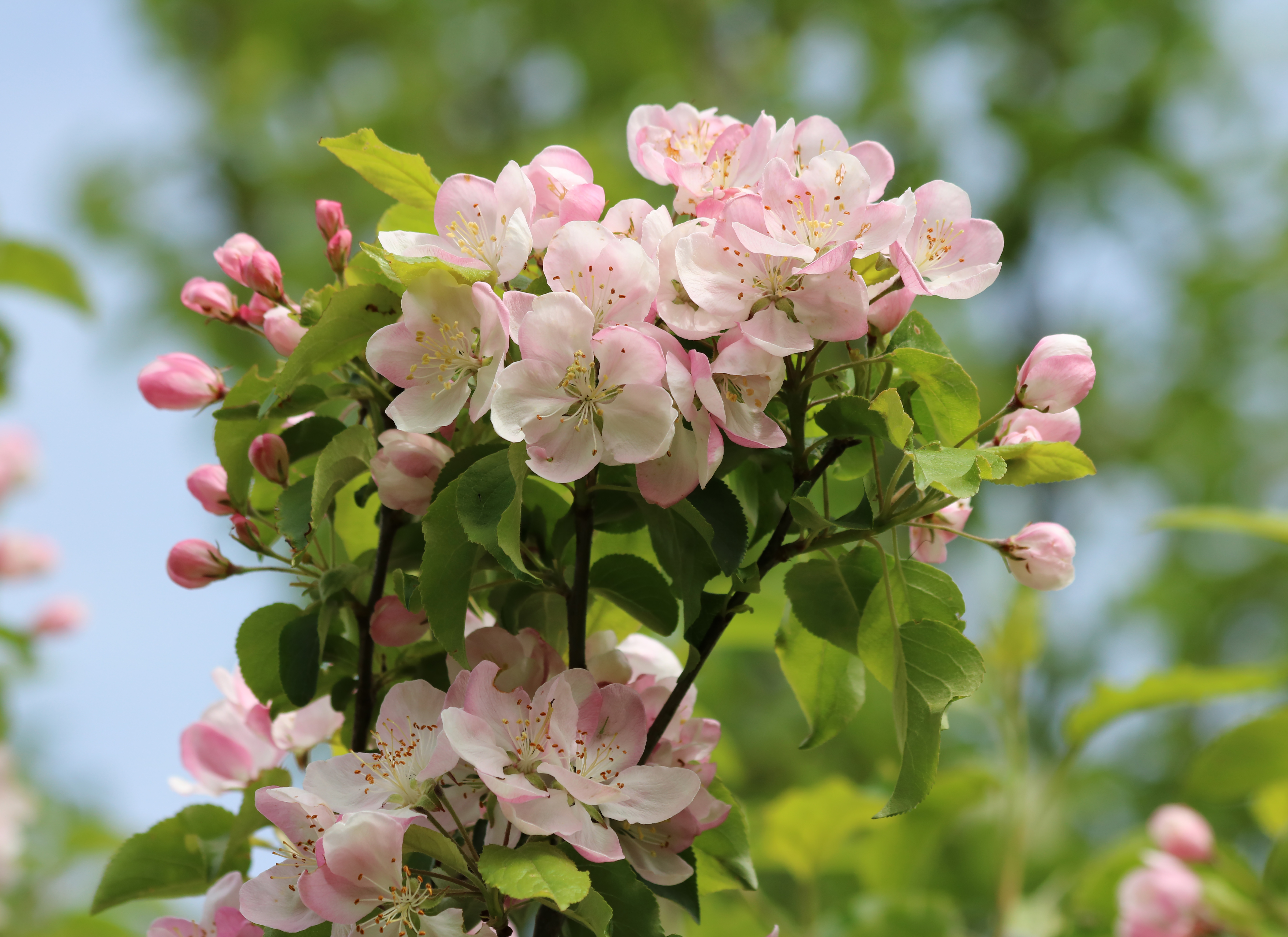
Fleur de pommier
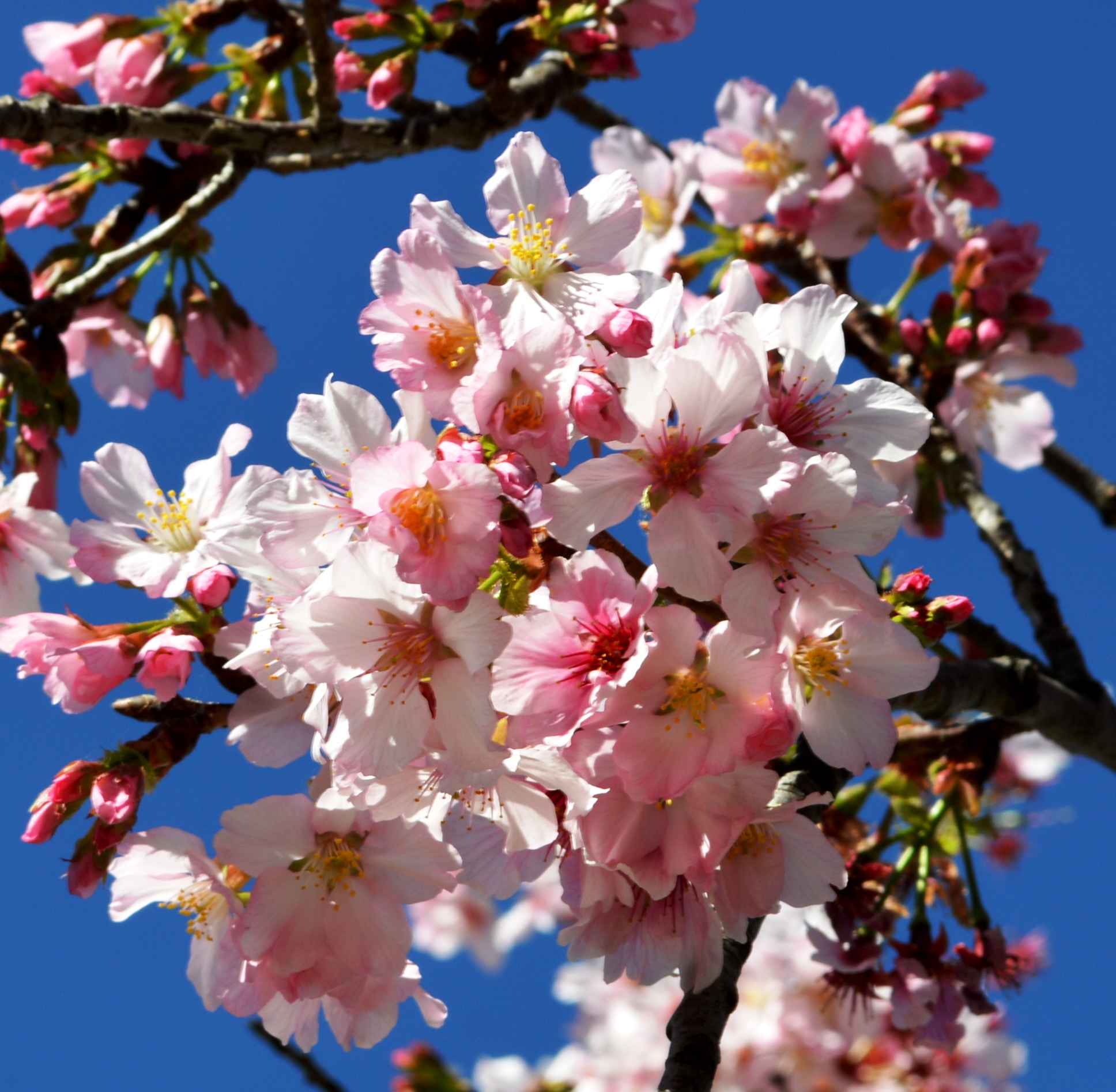
Fleurs de cerisier
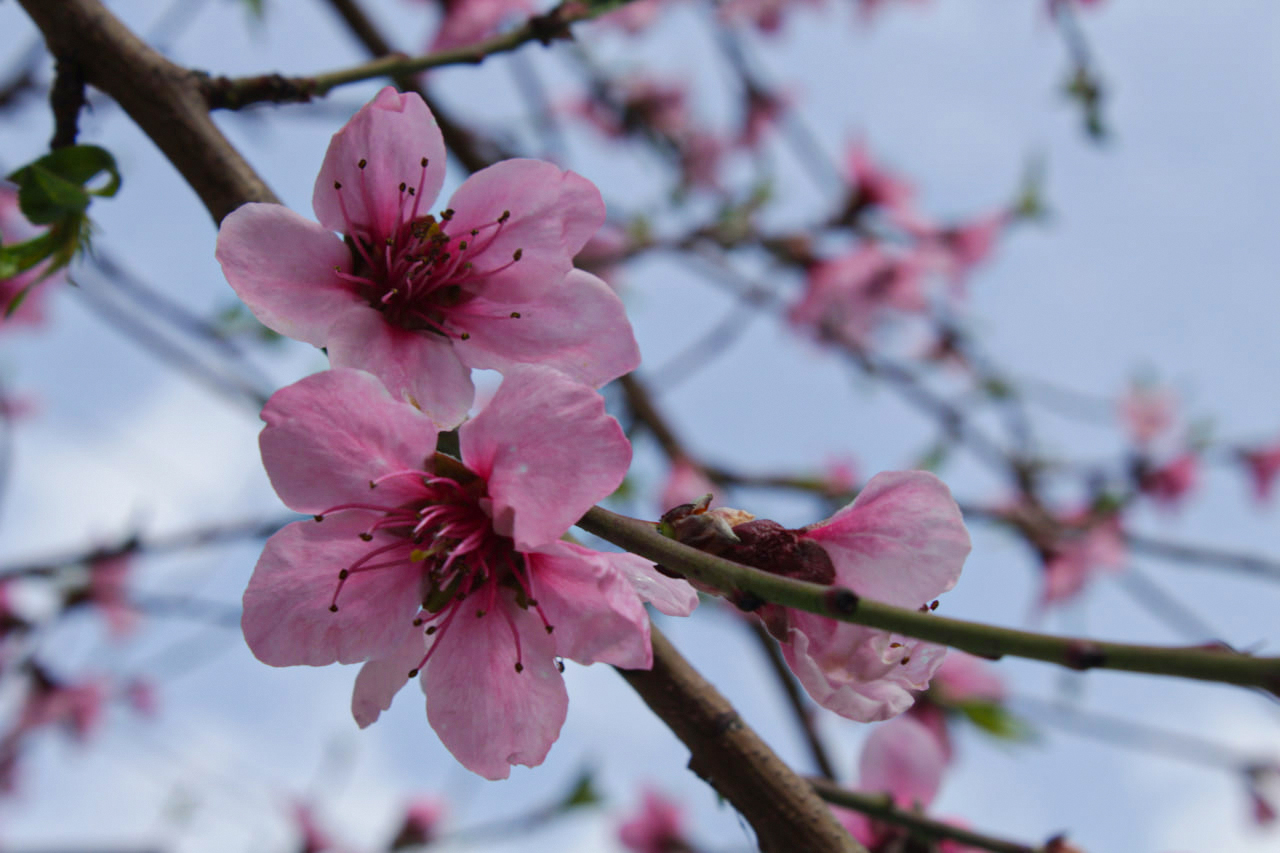
Fleur de pêcher
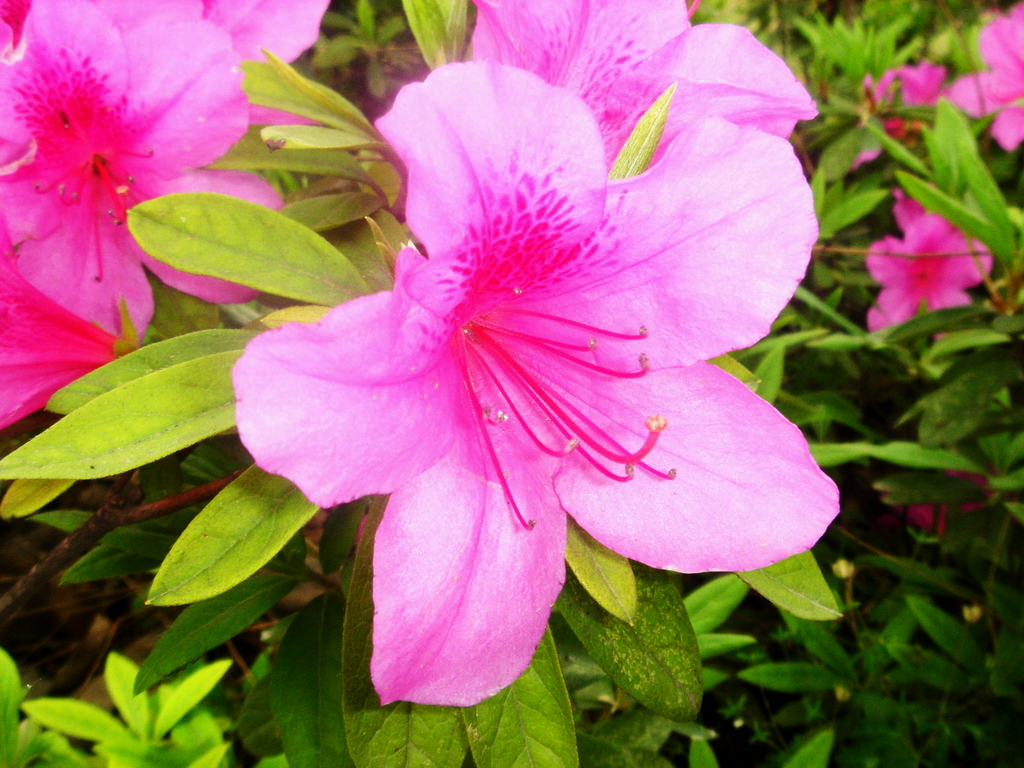
Azalée
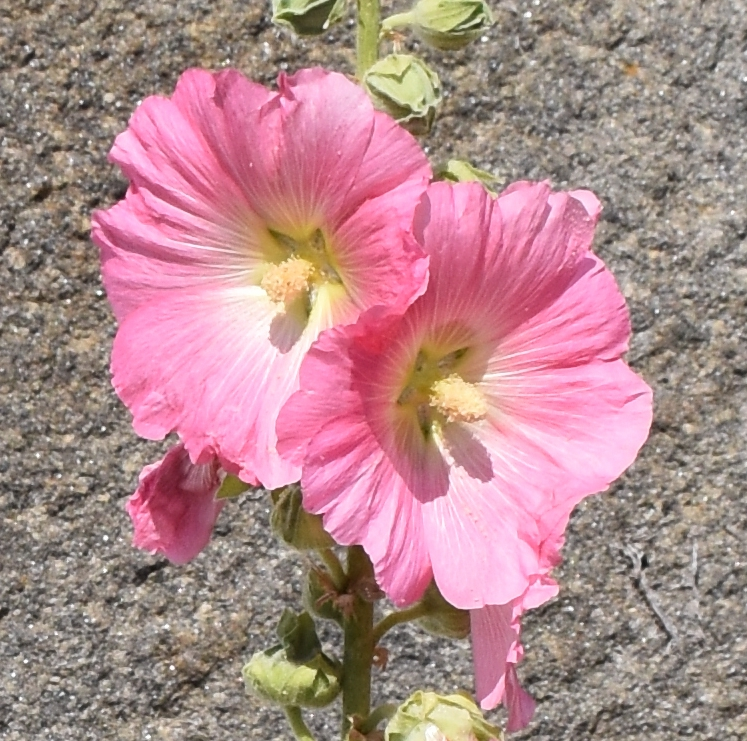
Rose trémière rose

Objets fabriqués

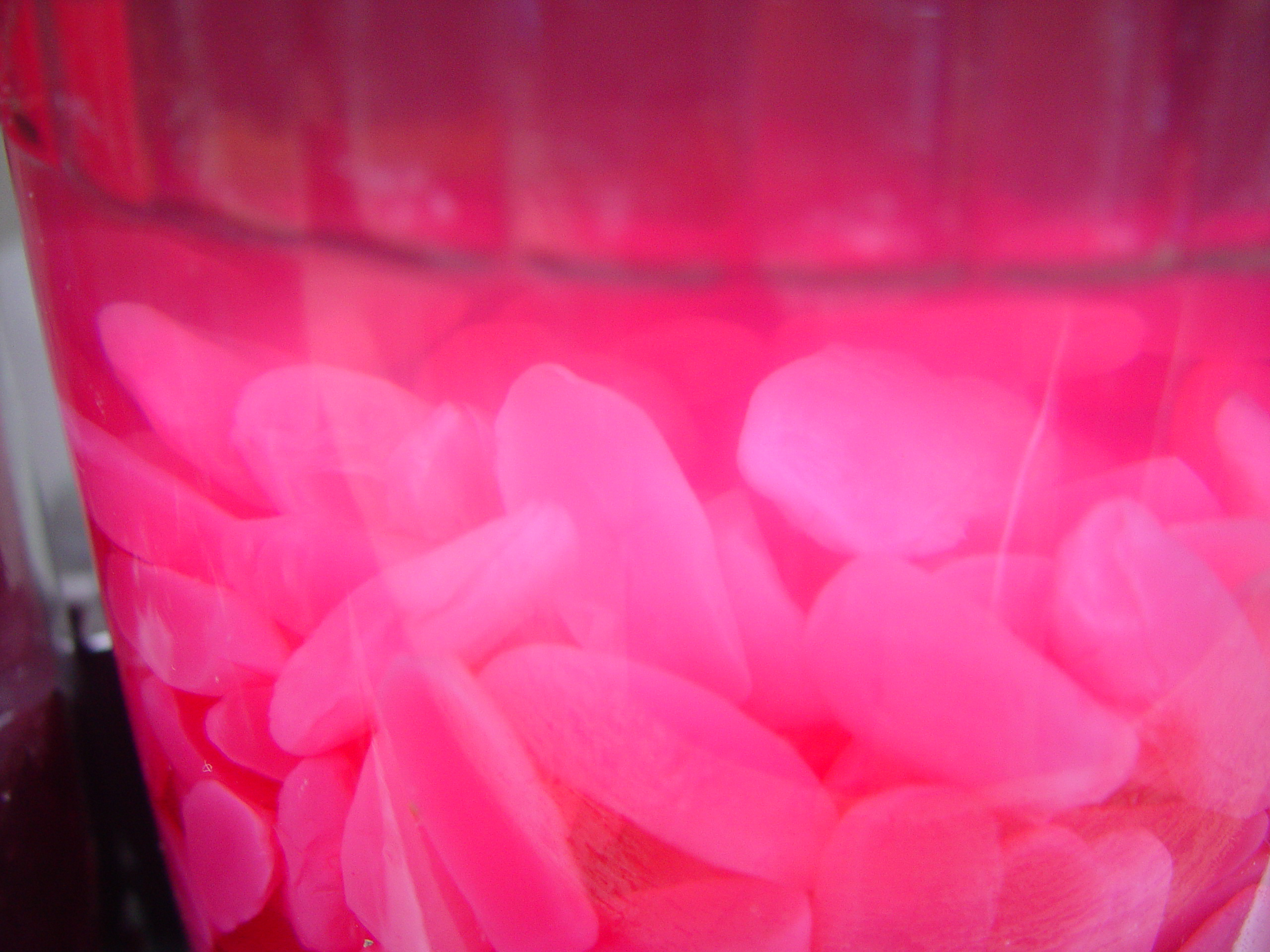
Bonbons roses
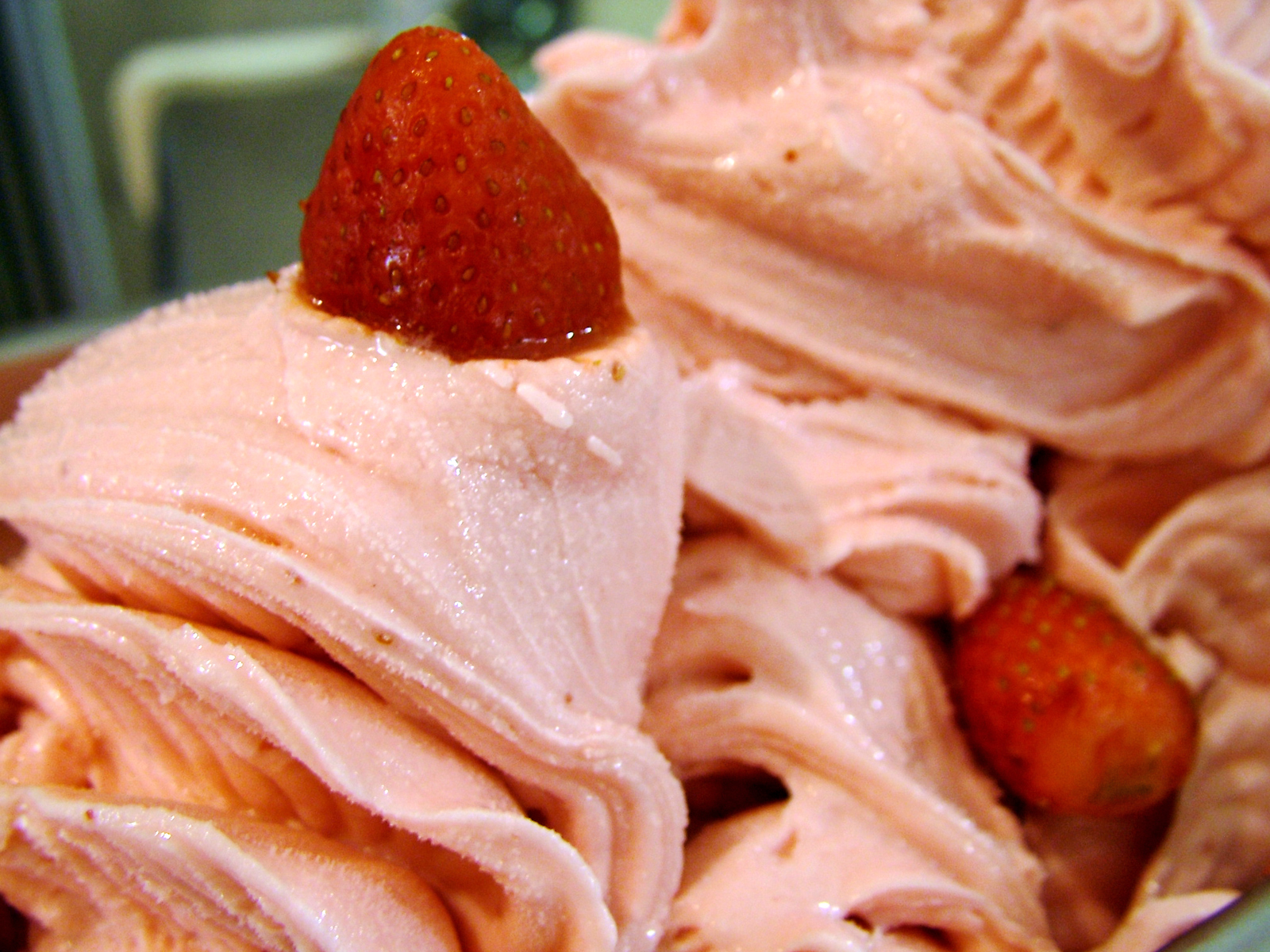
Crème glacée à la fraise
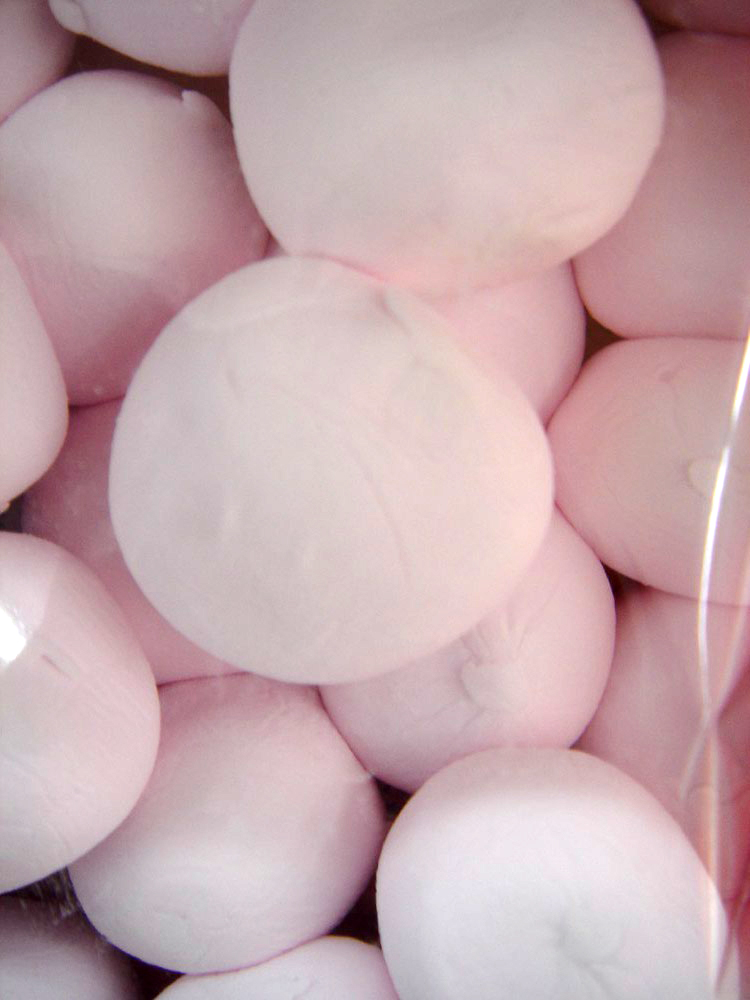
Guimauves roses
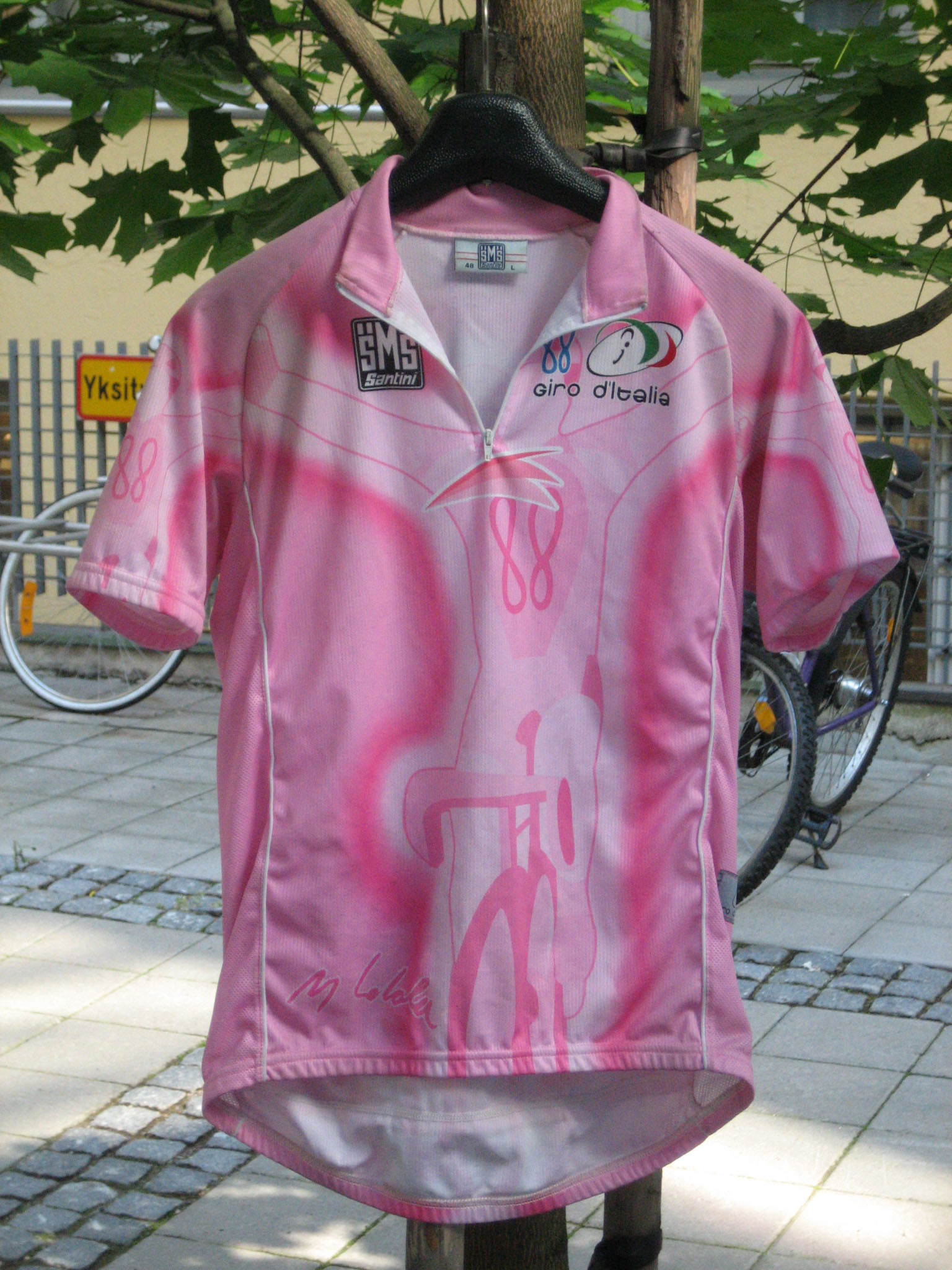
Maillot rose, distinctif du cyclisme sur route
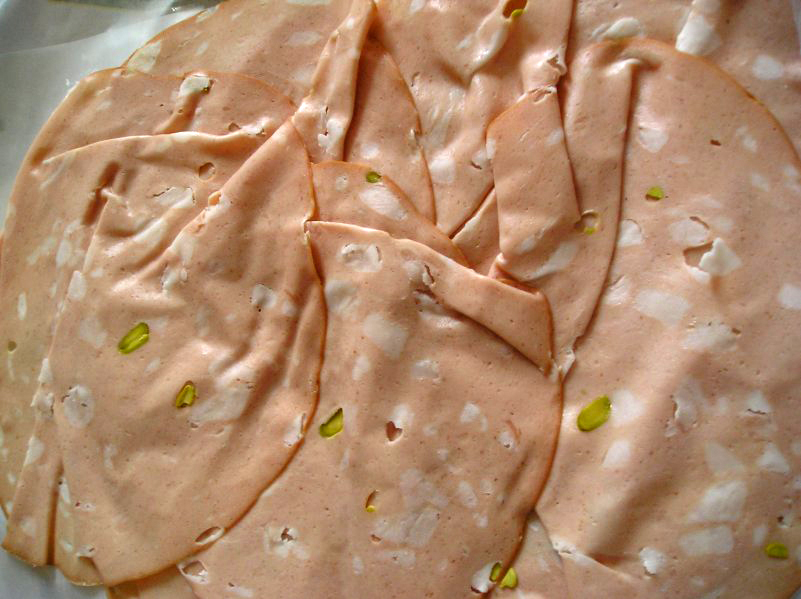
Tranche de mortadelle
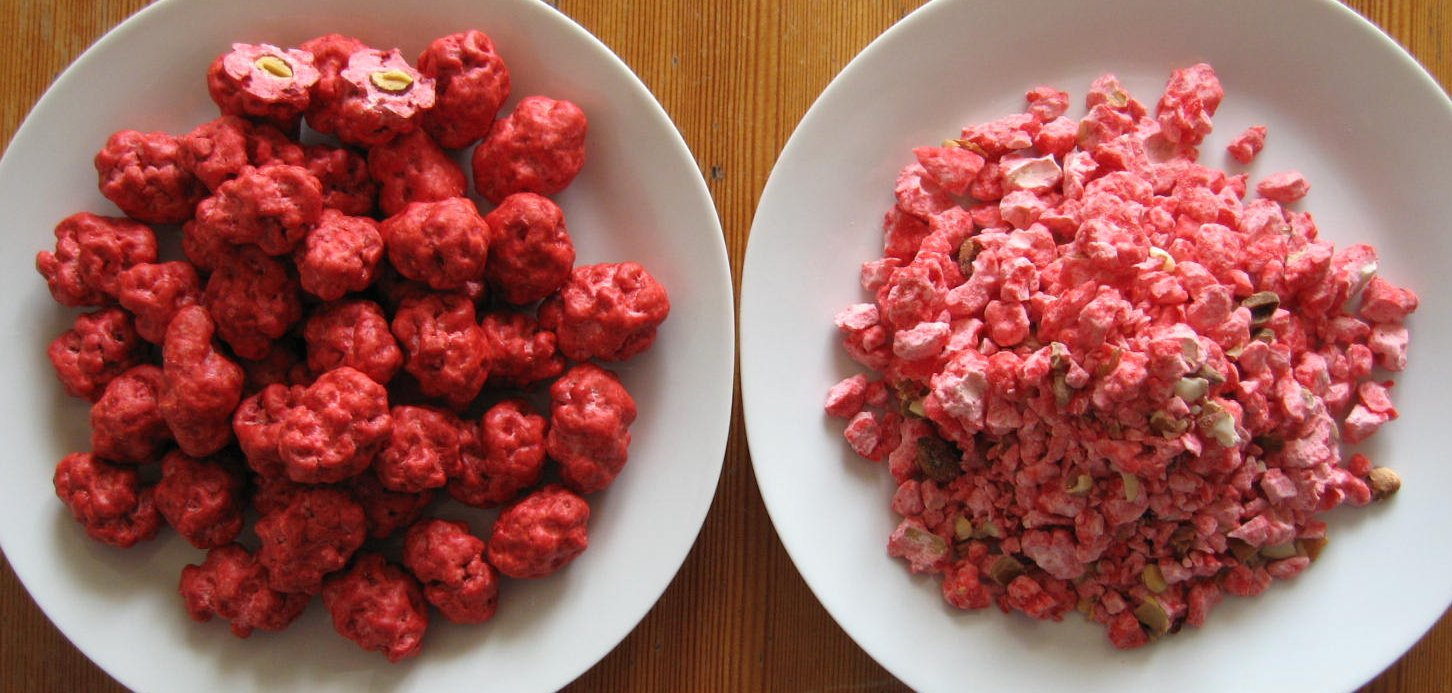
Pralines roses entières ou concassées
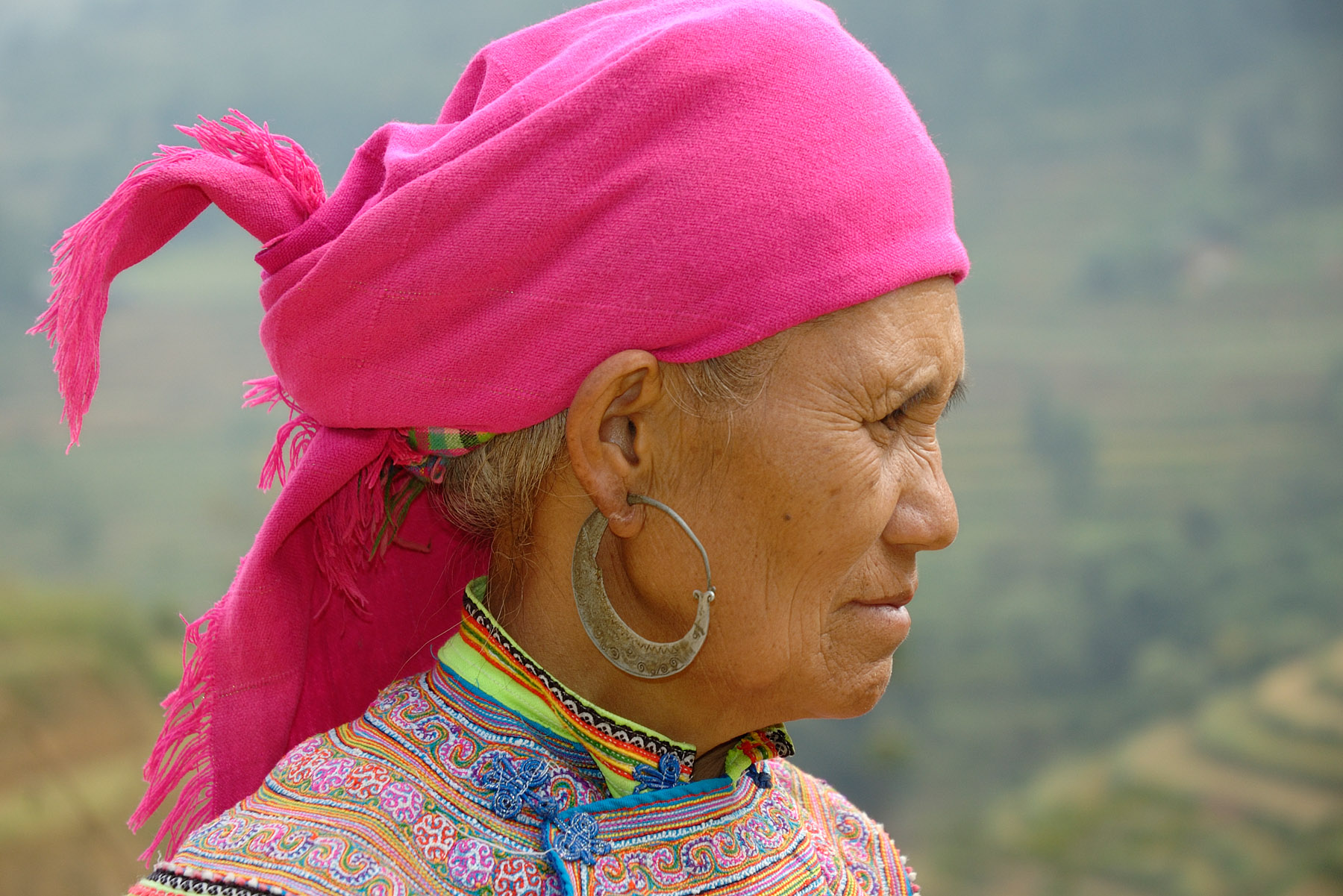
Femme Hmông Hoa portant un turban rose
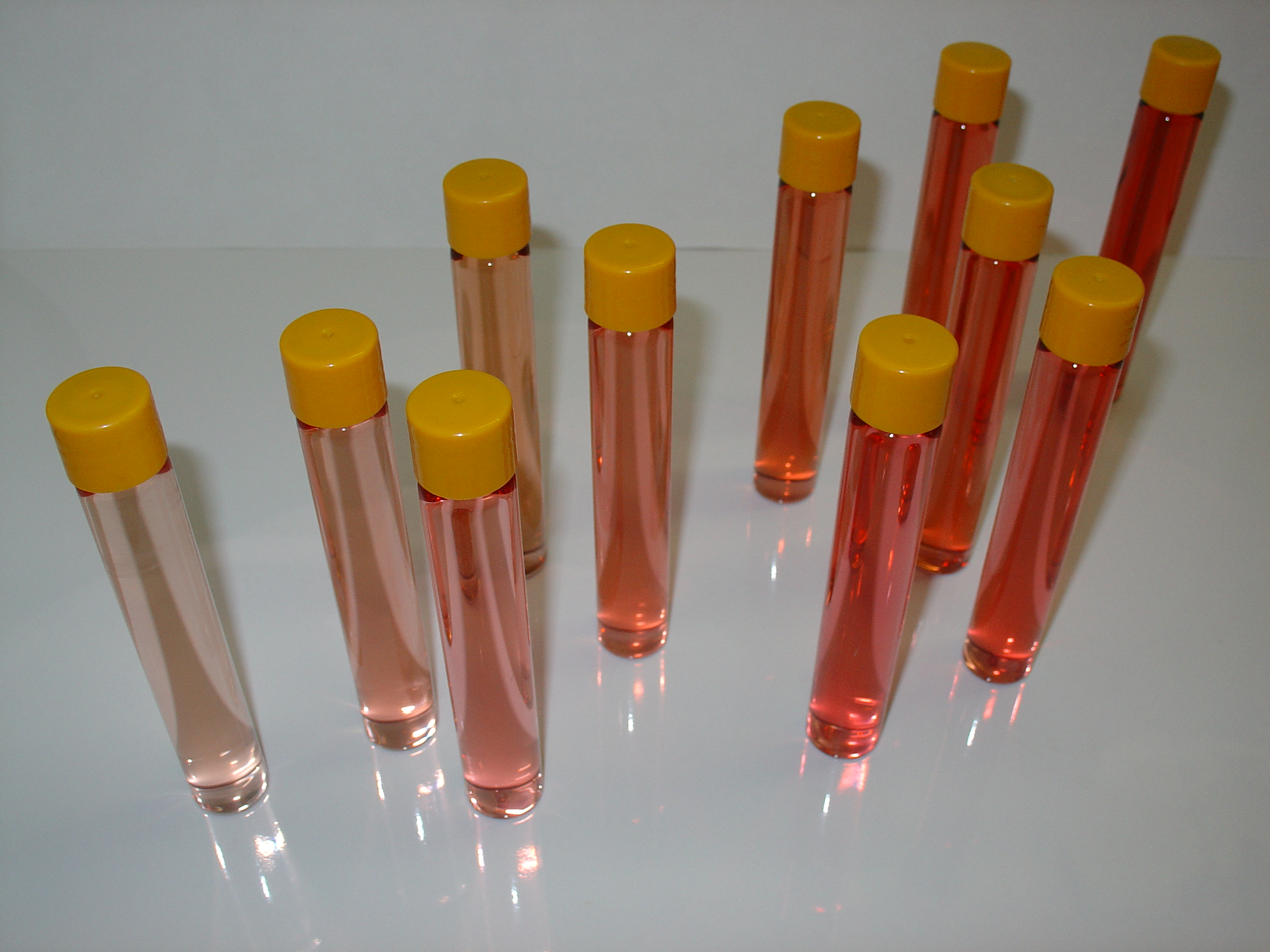
Gamme de couleurs de vins rosés de Provence
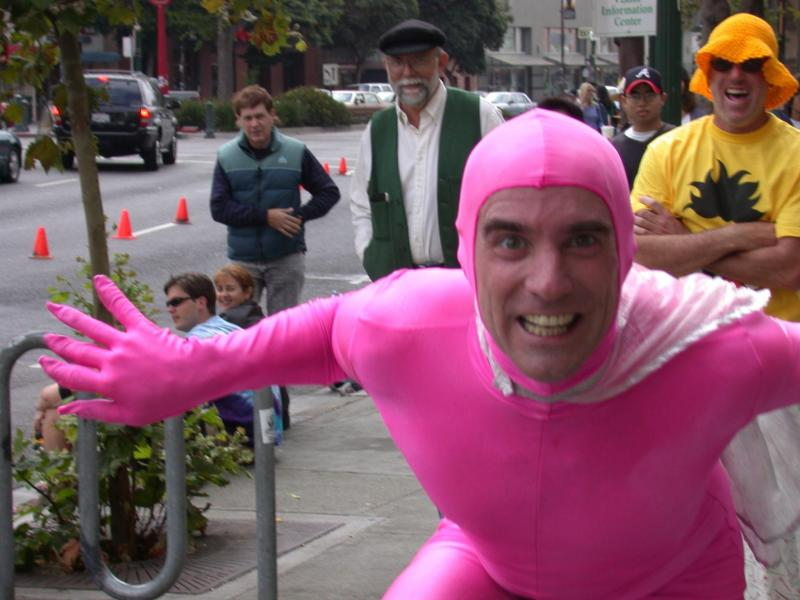
Pink Man (« homme rose »), un artiste de rue américain